# Burkhardt Öller
Burkhardt Öller (Brunswick, 9 de noviembre de 1942 – ibídem, c. 16 de julio de 2014) fue un futbolista alemán que jugaba en la demarcación de portero.

## Biografía
Se formó en las categorías inferiores del Eintracht Brunswick hasta que en 1967 llegó al filial, Eintracht Brunswick II, alternando partidos con el Eintracht Brunswick, y por lo tanto ganando el título de la Bundesliga al final de la temporada. Por último pasó completamente al primer equipo, donde jugó hasta 1971, año en el que fichó por el Hannover 96 hasta 1972, año en el que se retiró como futbolista.
El 16 de julio de 2014 se informó de su fallecimiento a los 71 años de edad en la web oficial del Eintracht Brunswick.

## Clubes
| Club                   | País                | Año         |
| ---------------------- | ------------------- | ----------- |
| Eintracht Brunswick II | Alemania Occidental | 1966 - 1967 |
| Eintracht Brunswick    | Alemania Occidental | 1967 - 1971 |
| Hannover 96            | Alemania Occidental | 1971 - 1972 |

## Palmarés

### Campeonatos nacionales
| Título     | Club                | País                | Año  |
| ---------- | ------------------- | ------------------- | ---- |
| Bundesliga | Eintracht Brunswick | Alemania Occidental | 1967 |